# 職業訓練指導員 (左官・タイル科)
職業訓練指導員 (左官・タイル科)（しょくぎょうくんれんしどういん さかん・タイルか）は、職業訓練指導員免許のうちの1つ。厚生労働省管轄。

## 受験資格
- 職業訓練指導員免許の受験資格と試験免除を参照。左官技能士、タイル張り技能士の保有者など。

## 試験科目
学科試験
1. 指導方法（職業訓練原理、教科指導法、訓練生の心理、生活指導及び職業訓練関係法規）
2. 関連学科

- 系基礎学科
  - 建築工学（建築構造、建築設備、建築製図、建築仕上法、関係法規）
  - 安全衛生（安全管理、衛生管理）
- 専攻学科
  - 施工法（造型、左官施工法、タイル施工法、仕様及び積算）
  - 材料（左官施工用材料、タイル施工用材料）

実技試験
1. 左官施工
2. タイル施工